# ثيرد بارتي
ثيرد بارتي (بالإنجليزية: Third party)‏، هو فرقة دي جي هاوس بريطانية تتكون من كل من الثنائي جوني ماكاير وهاري باس ومقرها في إسيكس لندن.
أفضل ما يعرفون به أغنيتهم الفردية "Everyday Of My Life" وتعاونهم في أغنية "Lions in the Wild" مع دي جي DJ مارتن غاركس. بدأت مسيرتهم الموسيقية كمنتجين بإصدارات فردية والريمكسرز.

## روابط خارجية
- ثيرد بارتي على موقع ميوزك برينز (الإنجليزية)
- ثيرد بارتي على موقع ديسكوغز (الإنجليزية)